# Jean-Jacques de Boissieu
Jean-Jacques de Boissieu (Lyon, 30 de noviembre de 1736-Lyon, 1 de marzo de 1810) fue un artista francés, principalmente dibujante y grabador. Fue apodado «el Rembrandt francés» y gozó de gran estimación en vida; hasta Goethe coleccionaba sus estampas. Su producción pictórica es muy reducida.

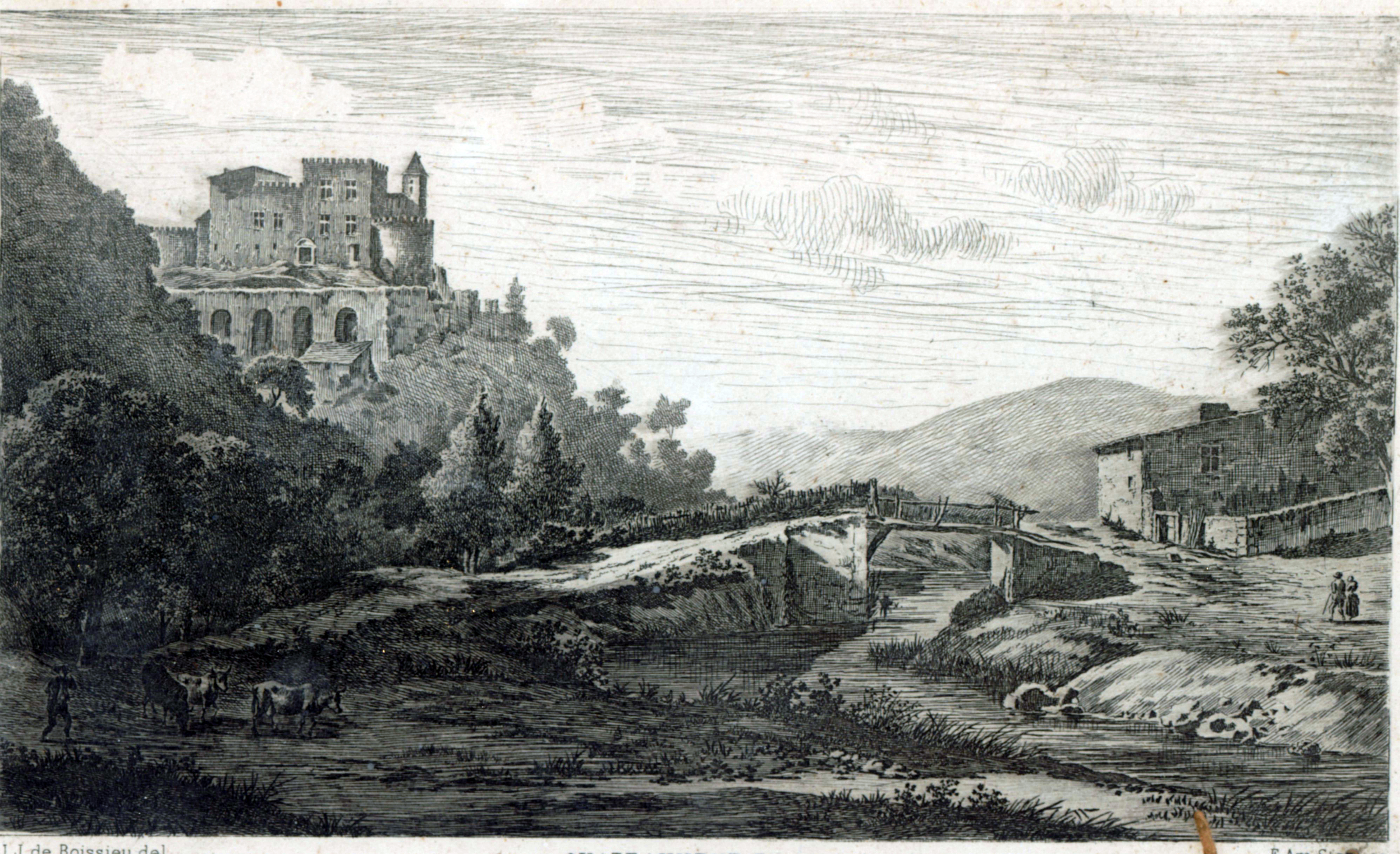
El castillo y la aldea de Châteauneuf, paisaje grabado por Jean-Jacques de Boissieu.

## Biografía
Hijo de un médico, Boissieu estudió en la École Gratuite de Dessin de su ciudad natal, Lyon. Publicó sus primeros grabados en 1758-59.
En 1761-64 perfeccionó su arte durante una estancia en París, donde trató con Claude Joseph Vernet, Jean-Baptiste Greuze y el editor Watelet, luego famoso por poseer y reimprimir numerosas planchas de Rembrandt.
En 1764 emprendió el tradicional viaje de formación a Italia; tomó apuntes de numerosas obras antiguas pero en mayor medida de paisajes y rincones reales. Durante el viaje visitó a Voltaire en Ferney.
De vuelta en Francia, su prestigio fue creciente: ingresó en la Academia de Bellas Artes de Lyon, fue nombrado Consejero del Rey e incluso obtuvo un cargo como Tesorero de Francia en el Boureau des Finances. Colaboró en la Encyclopédie de Diderot aportando ilustraciones grabadas. Sus estampas tuvieron tal estimación que hasta Goethe las coleccionaba.
Al estallar la Revolución francesa, Boissieu corrió peligro por su cercanía a la monarquía depuesta, pero logró la protección del pintor Louis David, quien así mismo salvaguardó sus planchas evitando que fuesen destruidas o fundidas.
Al contrario que muchos grabadores de la época, que trabajaban con la técnica a buril reproduciendo mayormente composiciones ajenas, Boissieu grababa al aguafuerte temas de diseño propio. Prefirió ceñirse a la realidad circundante (paisajes, retratos de personajes humildes, escenas cotidianas) con un gusto naturalista en lugar de plasmar escenas pomposas al modo académico. Sus principales influencias fueron Rembrandt y demás autores holandeses del siglo XVII. Grabó algunas imágenes de santos inspiradas en José de Ribera (San Jerónimo escribiendo) y Zurbarán (San Francisco); pero incluso en estos casos no copió servilmente, sino que ideó imágenes nuevas. Como dato curioso, hay que reseñar que Boissieu compró el citado cuadro de Zurbarán y lo donó al Museo de Bellas Artes de Lyon.
Existen grabados de Boissieu en casi todas las grandes colecciones de obra gráfica, tanto de Europa como de América; entre ellas, Museo Británico de Londres, LACMA de Los Ángeles, Museo de Bellas Artes de Boston...

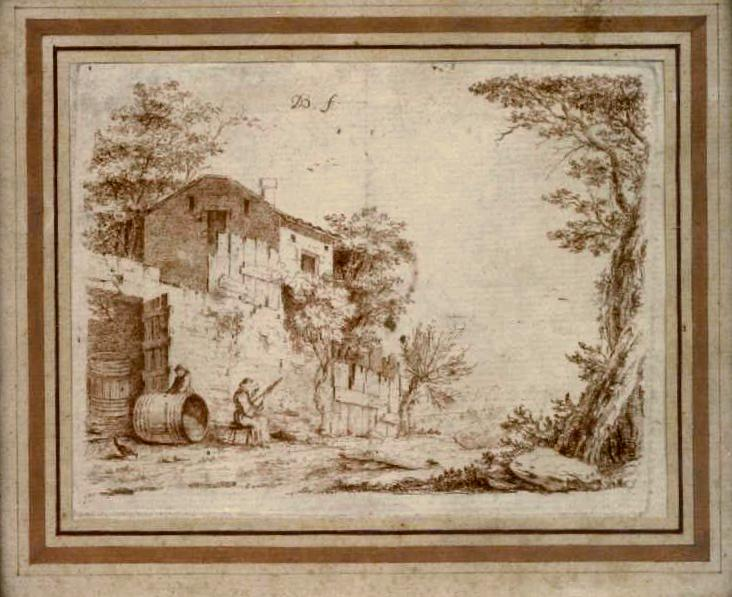
J.J. de Boissieu, La Fileuse, Paris, coll. part.

## Obra.[1]
Alérgico al óleo, De Boissieu dejó de pintar en 1780 y por ello realizó pocos cuadros; por el contrario produjo muchísimos diseños y grabados al aguafuerte. Se especializó en retratos y paisajes (región de Lyon, ruinas romanas).

### Ventas públicas
- "Autoportrait du peintre dans son atelier", tabla firmada con monograma, 1789.
- Otro autorretrato, diseño con tres crayones (39 x 30), donde se  representa cubierto con un bonete forrado; vendido en 200.000 francos en el "Hôtel Drouot de Paris", el 26 de mayo de 1986.
- "Mendiant assis" o "Le Vieux Girard, paisaje de Chasseloup", diseño a la sanguina (27 x 20), vendido en el mismo sitio por 75.000 francos.
- "Maison et lavoir sur une rivière", dibujo con tinta china (vendido en el mismo lugar), 13.000 francos.
- "Eglise au bord d'une rivière traversée par un bac", dibujo con tinta china (mismo), 13.000 francos.
- "Paysage", dibujo con tinta china, 1780 (mismo), 12.000 francos.
- "Portrait de jeune homme", diseño (26,5 x 19), tiene la inscripción  "Amicus amincum delineavit", monogramado, datado 1769, 16.500 francos.
- "Le Vieux Girard, paysan de Chasselay (ou Chasseloup ?) ", diseño a la pluma, tinta negra, lápiz ocre y retoques blancos (25,5 x 16). Relacionado con un grabado conservado en la Biblioteca Nacional de Francia.
- "Portrait d'homme", diseño a la sanguina y crayón negro (18,5 x 17) tiene el sello de la colección del pintor Thomas Lawrence. Vendido 39.000 francos en Brive-La-Gaillarde.
- "Tête d'homme (de perfil) ", diseño a la piedra negra (23,5 x 20,5).
- "Paysage", diseño (14,5 x 23), 11.800 francos.
- "Foire et danse paysanne" diseño con pluma y aguada gris (19 x 28,5), vendido en La Rochelle el 27 de marzo de 2004.
- "Famille de paysans gardant son troupeau", diseño con pluma y aguada gris ( 14,5 x 22,5), misma venta, firmado De Boissieu y datado 1784.
- "Groupe de paysans dans un paysage", ídem.

### Ventas públicason-line
- "Buste d'homme âgé", ¿aguafuerte? (25,5 x 35,5), vendido por Internet el 13 de marzo de 2008.

### Museos
Sus obras figuran en las colecciones públicas francesas (museos de Lyon, Nantes, Niza, Sens, Louvre, Petit Palais) y en los museos extranjeros : 
- "La Danse des Enfants", óleo sobre madera (0,30 x 0,385), proviene del legado de Auguste Dutuit de 1902 a la ville de Paris (museo  Petit Palais), Paris - n°72 del catálogo de Pintores de 1981 : "portraits présumés de son épouse et de son frère Jean-Baptiste de Boissieu"
- un Paysage monogramado D.B., proviene del legado Clarke de Feltre (1852) figura en catálogo del musée des Beaux-Arts de Nantes de 1903 (p. 4)
- une "Scène d'intérieur" tabla "rare et inédit" adquirido por el Musée du Louvre en 2005, puesto en escena de los miembros de su familia en un salón ornado de obras de arte - se distingue una estampa de Rembrandt - examinando los diseños
- paisaje titulado "Mount Cario accross the Melfa river", diseño (16,1 x 23,9), datado entre 1765-1766, proviene del fondo  Alicia Mellon Bruce, y conservado en la National Gallery of Art de Washington D. C. (EE. UU.)

### Diseños o estampas
- "Autorretrato de Boissieu con sombrero, mostrando una efigie dibujada de su mujer" (1796) - ilustra el artículo de la revista "C.A." de mayo de 1985 antes citado. Existen ejemplares de este grabado en el Museo Británico de Londres y LACMA de Los Ángeles.
- "Ruinas de un viejo castillo en Saint-Chamond" (1759)
- "Ruinas de un acueducto" (1763)
- "Viejos caminando al borde de un riachuelo" (1763)
- "Vista de una cascada ante una casa elevada" (1764)
- "La fuente de Choulans" (1764)
- "Vue de montagne" (1764)
- Retrato copiado de Van Dyck (1770)
- Retrato copiado de David Teniers (1803)
- "Pío VII bendiciendo a los niños" (1805)
- "Le champ de blé" (1772), eau-forte con la leyenda: "peint par Jacques Ruysdael et gravé par J.J.D.B.".
- "San Jerónimo", aguafuerte firmado con sus iniciales y datado 1797
- "Paisage", aguafuerte (35 x 23) muestra un hombre leyendo y otro dibujando; aguafuerte firmado con sus iniciales y datado 1769 (?)
- "El gran puente de piedra", 1769 (35 x 45)
- "El descanso de los trabajadores - Paisanos de Charolais", 1803 (20 x 25)

## Exposiciones
- Musée de Brou en Bourg-en-Bresse en 1967, donde figuran los autorretratos vendidos en 200.000 francos al "Hôtel Drouot" el 26 dee mayo de 1986, citado más arriba

- Musée de Brou,  Bourg-en-Bresse en mayo-junio de 1985